# Falkirk FC
Falkirk FC är en skotsk fotbollsklubb från Falkirk. De spelar sina hemmamatcher på Falkirk Stadium som tar 9 706 åskådare vid fullsatt.

## Meriter
- Scottish Cup: 1913, 1957